# Éric Valette
Pour les articles homonymes, voir Valette.
Éric Valette, né le 8 mars 1967 à Toulouse (Haute-Garonne) est un réalisateur et scénariste français.

## Biographie
Enfant, Éric Valette regarde essentiellement des westerns. Il découvre le cinéma fantastique dans sa préadolescence.
Au lycée Raymond-Naves de Toulouse, il fonde le groupe de rock Syntax Terror avec quelques amis. Un des titres, Born on the 4th of July, est écrit en hommage au réalisateur américain Oliver Stone.
Après le lycée, il étudie à l'ESAV de l'université Toulouse-Jean-Jaurès. Il obtient une maîtrise en sciences et techniques de communication audiovisuelle en 1991.

## Carrière
Après avoir mis en scène des sketches des Guignols de l'info pour Canal+ en 1988, Éric Valette tourne son premier court-métrage Samedi, dimanche et aussi lundi en 1999 pour lequel il est récompensé par le Grand prix et Noir 13e Rue au Festival du film policier de Cognac dans la même année. Il met Jean-Paul Rouve en vedette dans le second court-métrage intitulé Il est difficile de tuer quelqu'un, même un lundi en 2000 et Yves Verhoeven dans Dégustation en 2002.
Il entraîne, en 2002, Clovis Cornillac et Gérald Laroche dans son premier film d'horreur Maléfique qui lui permet de récolter trois Prix, dont un Prix Vision au Festival du film d'Avignon, un Prix bronze du meilleur film international au FanTasia et un Prix du jury au Festival international du film fantastique de Gérardmer. Pour la télévision en 2006, il écrit et réalise le deuxième épisode Corps étranger pour la série télévisée Sable noir, diffusée à cette époque sur Ciné cinéma frisson. Entre-temps, il avait sous les bras deux projets, dont l'un représente un thriller et l'autre, un western sans les aboutir.
Grâce aux bons critiques médiatiques, il part aux États-Unis joindre les producteurs de Warner Bros. pour qu'il reprenne le film japonais La Mort en ligne de Takashi Miike en version américaine sous le titre One Missed Call, avec Edward Burns et Shannyn Sossamon. Sorti en 2008, ce film d'horreur reste inédit en France. L'année suivante, il monte au Canada pour un thriller mécanique Hybrid (Super Hybrid).
De retour en France, il retrouve Gérald Laroche aux côtés d'André Dussollier et Thierry Frémont pour le tournage Une affaire d'État, un film d'espionnage sorti dans la même année. Prévu pour 2011 dans les salles françaises, il dirige l'humoriste Albert Dupontel dans le rôle-titre de La Proie. En tant que scénariste, il coécrit avec Philippe Haïm, Abdel Raouf Dafri et David Defendi pour la seconde saison de la série télévisée Braquo sous la direction de Philippe Haïm.
Il anime également une émission pour la radio associative FMR.

## Filmographie

### Cinéma

#### Longs métrages
- 2003 : Maléfique
- 2008 : One Missed Call
- 2009 : Une affaire d'État
- 2010 : Hybrid (Super Hybrid)
- 2011 : La Proie
- 2017 : Le Serpent aux mille coupures

#### Courts métrages
- 1999 : Samedi, dimanche et aussi lundi
- 2000 : Il est difficile de tuer quelqu'un, même un lundi
- 2001 : Dégustation

### Télévision

#### Séries télévisées
- 1998 : Les Guignols de l'info
- 1999 : Chambre n° 13 (épisode 13, Tuez-moi)
- 2000 : Les Redoutables (épisode 8, Le Monstre)
- 2006 : Sable noir (épisode 2, Corps étranger)
- 2011 : Braquo (saison 2)
- 2013 : Crossing Lines
- 2014 : Le Transporteur (saison 2)
- 2018 : Insoupçonnable

#### Téléfilms
- 2021 : Noir comme neige, téléfilm
- 2023 : Morts au sommet, téléfilm
- 2024 : Hors limites, téléfilm